# Федоров Михайло Іванович
Федоров Михайло Іванович (рос. Фёдоров Михаил Иванович; 30 вересня 1903, с. Полново, Новгородська губернія, Російська імперія — 4 січня 1981, Ленінград, СРСР) — радянський військово-морський діяч, контрадмірал (13.12.1942).